# Cucujinus nebulosus
Cucujinus nebulosus is een keversoort uit de familie dwergschorskevers (Laemophloeidae). De wetenschappelijke naam van de soort werd in 1914 gepubliceerd door Antoine Henri Grouvelle.